# Jari Mantila
Jari Sakari Mantila (Kotka, 14 de julio de 1971) es un deportista finlandés que compitió en esquí en la modalidad de combinada nórdica. 
Participó en cuatro Juegos Olímpicos de Invierno, entre los años 1992 y 2002, obteniendo dos medallas en la prueba por equipo, plata en Nagano 1998 (junto con Samppa Lajunen, Tapio Nurmela y Hannu Manninen) y oro en Salt Lake City 2002 (con Hannu Manninen, Jaakko Tallus y Samppa Lajunen).
Ganó cuatro medallas en el Campeonato Mundial de Esquí Nórdico entre los años 1995 y 2001.

## Palmarés internacional
| Juegos Olímpicos   | Juegos Olímpicos                | Juegos Olímpicos  | Juegos Olímpicos         |
| Año                | Lugar                           | Medalla           | Prueba                   |
| ------------------ | ------------------------------- | ----------------- | ------------------------ |
| 1998               | Nagano (Japón)                  | Medalla de plata  | TN + 4 × 5 km por equipo |
| 2002               | Salt Lake City (Estados Unidos) | Medalla de oro    | TN + 4 × 5 km por equipo |
| Campeonato Mundial |                                 |                   |                          |
| Año                | Lugar                           | Medalla           | Prueba                   |
| 1995               | Thunder Bay (Canadá)            | Medalla de plata  | TN + 15 km individual    |
| 1997               | Trondheim (Noruega)             | Medalla de plata  | TN + 4 × 5 km por equipo |
| 1999               | Ramsau (Austria)                | Medalla de oro    | TN + 4 × 5 km por equipo |
| 2001               | Lahti (Finlandia)               | Medalla de bronce | TN + 4 × 5 km por equipo |